# Avadhuta Gita
Die Avadhuta Gita (Sanskrit, f., अवधूत गीत, avadhūta gīta, wörtl.; „Lied eines Erleuchteten“) ist eine heilige Schrift des Hinduismus. In ihr wird versucht, mittels paradoxer Aussagen den Leser zu einer Aufgabe des „Denkens in vorgefassten Kategorien“ zu bewegen, was – ähnlich wie im Buddhismus – zu einer direkteren, intuitiven Erkenntnis der Wirklichkeit führen soll.
Textbeispiel: ES gibt sich nicht her für kurze oder lange Diskussionen. Geometrische Begriffe wie kreisförmig oder dreieckig sind nicht anwendbar darauf." (Avadhuta Gita 5.7) "Es lässt sich nicht erörtern in begrifflichen Konzepten wie Ursache und Wirkung oder in grammatischen Konstruktionen."
Die in sieben Kapitel unterteilte Avadhuta Gita ist eine Fortführung und Komprimierung der in den Upanishaden gelehrten, von Shankara systematisierten Philosophie des Advaita Vedanta. In diesem Sinne kommt die Avadhuta Gita weitgehend „ohne Gott“ aus; dennoch wird sie als Offenbarung einer hinduistischen Gottheit namens Dattatreya angesehen.